# Thomas C. Hindman
Thomas Carmichael Hindman Jr. (28 januari 1828 – 28 september 1868) was een Amerikaanse advocaat, politicus en generaal-majoor in het Zuidelijke leger tijdens de Amerikaanse Burgeroorlog. Hij werd geboren in Knoxville, Tennessee en verhuisde later naar Mississippi. Hij diende als vrijwilliger in de Mexicaans-Amerikaanse Oorlog. Daarna bouwde hij een advocatenkantoor uit en werd in 1853 verkozen als volksvertegenwoordiger in het Mississippi House of Representatives. Nadat zijn termijn gedaan was, verhuisde hij naar Helena, Arkansas om zijn politieke loopbaan verder uit te bouwen. Hij was een tegenstander van de Know-Nothingpartij en de familie Conway-Johnson, die vrijwel alles in Arkansas controleerde. In 1858 werd hij verkozen voor het federale Huis van afgevaardigden waarin hij de slavernij en de macht van de individuele staten verdedigde.
Toen de Amerikaanse Burgeroorlog uitbrak in 1861 meldde hij zich aan bij het Confederate States Army van de Geconfedereerde Staten van Amerika. Hij richtte zijn eigen regiment op, de 2nd Arkansas Infantry Regiment. Tijdens de Slag bij Shiloh in april 1862 was hij reeds divisiecommandant en raakte hij gewond. Hindman werd bevorderd tot generaal-majoor en werd naar het Trans-Mississippi Department gestuurd waar hij de verantwoordelijkheid kreeg over Arkansas, Missouri, het Indianenterritorium en een deel van Louisiana. Zijn beleid was niet populair en miste soms een wettelijke basis, maar toch slaagde hij erin om zijn departement voor te bereiden op de oorlog. Uiteindelijk werd Hindman toch ontgeven van zijn commando nadat de publieke opinie zich tegen hem keerde. In december 1862 werd hij verslagen bij Slag bij Prairie Grove. Hindman werd overgeplaatst naar het Army of Tennessee waar hij de verantwoordelijkheid kreeg over een divisie en deelnam aan de Slag bij Chickamauga in september 1863 waar hij gewond raakte. Na zijn herstel kreeg hij opnieuw het bevel over een divisie en nam hij deel aan de openingszetten van de Atlantaveldtocht.
Hij raakte opnieuw gewond in de zomer van 1864 tijdens de Slag bij Kennesaw Mountain. Hij kreeg ziekteverlof en bezocht zijn familie in Texas. Toen de Zuidelijken in de lente van 1865 de oorlog verloren, vluchtte Hindman naar Mexico en keerde pas in 1867 terug naar Helena. Daar nam de draad van zijn politieke loopbaan weer op en verzette zich hevig tegen de maatregelen van de reconstructieperiode in Arkansas. Op 27 september 1868 werd hij doodgeschoten bij zijn huis door een onbekende dader. De dag erop overleed hij aan zijn verwondingen.

## Vroege jaren
Thomas Carmichael Hindman Jr. werd geboren op 28 januari 1828 in Knoxville, Tennessee als voorlaatste van zes kinderen. Zijn ouders, Thomas C. Hindman Sr. en Sallie Holt Hindman, hadden Engelse en Schotse voorouders. Tijdens de Oorlog van 1812 diende zijn vader  in het 39th United States Infantry. Volgens de familielegende zou Hindman Sr. de eerste blanke man geweest zijn die geboren werd in Knoxville.
Zijn vader had zakenrelaties in Alabama en in 1841 verhuisde het gezin naar Jacksonville, Alabama. Hij deed voornamelijk zaken met de Cherokee. Dankzij het opgebouwde vertrouwen werd hij aangesteld als zaakgelastigde voor de overheid bij dit inheemse volk. Omdat zijn vader veel weg was en er weinig educatieve mogelijkheden waren in Jacksonville, verhuisde de jonge Hindman naar New York waar  hij inwoonde bij familie. Hij volgde les aan de Lawrenceville Classical Institute in New Jersey. Het curriculum bestond uit Engels, Latijn en oud-Grieks waarbij de nadruk lag op spreekvaardigheid, debateren en religieuze opvoeding.
Hindman Jr. studeerde af in 1843 als de op een na beste van de klas. Hij  bracht nog enige tijd door in New York en keerde daarna terug naar zijn ouders die ondertussen in Ripley, Mississippi woonden. Zijn vader was intussen ook  een gerespecteerd politicus. Hindman Jr. had een Kleine katoenplantage en studeerde rechten bij Orlando Davis. Toen de Mexicaans-Amerikaanse Oorlog uitbrak in 1846 gaf hij zich op als vrijwilliger.

## Mexicaans-Amerikaanse oorlog
Toen de Amerikaanse president James Polk 50.000 vrijwilligers onder de wapens riep voor de oorlog tegen Mexico in 1846, liet de gouverneur van Mississippi Albert G. Brown verschillende regimenten oprichten. Uiteindelijk mocht Mississippi initieel slechts één regiment onder de wapens roepen, namelijk de Mississippi Rifles, waardoor veel vrijwilligers uit de boot vielen om dienst te nemen waaronder ook Hindman Jr. Toen in november bleek dat andere staten de vooropgestelde aantallen niet konden leveren, mocht Mississippi toch een tweede regiment oprichten. Hindman en zijn broer namen onmiddellijk dienst. Zijn broer Robert werd afgekeurd, maar Hindman Jr. werd aangeworven als Tweede luitenant.
De basistraining van zijn regiment, de 2nd Mississippi, vond in januari 1847 plaats in kamp McClung bij Vicksburg, Mississippi. Daarna werden ze overgebracht naar New Orleans, Louisiana. Eind februari bevonden ze zich aan de monding van de Rio Grande waarna ze via Saltillo in Buena Vista aankwamen toen de slag al voorbij was. Uitgezonderd enkele kleine schermutselingen zag het regiment geen actie. De meeste slachtoffers waren te wijten aan ziekte. Hindman diende als adjudant in Mazafil vanaf 26 april tot in mei 1848.

## Terugkeer naar Mississippi

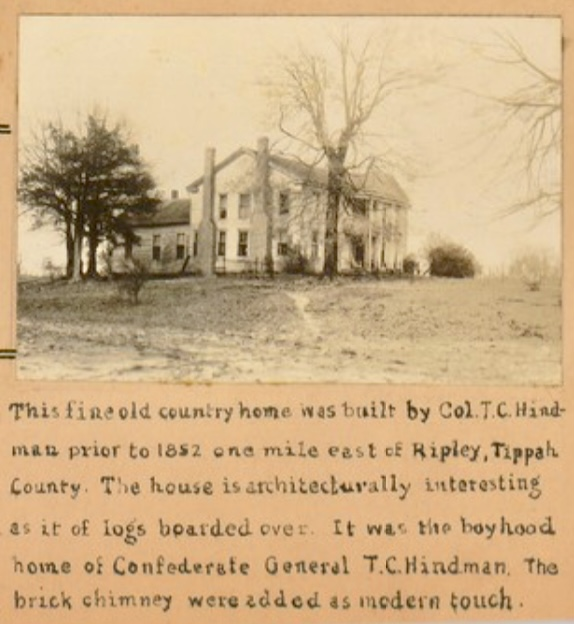
Het huis van de familie Hindman in Tippah County, Mississippi, uit de Pictorial History: Mississippi in Architecture (1937)

Zijn regiment keerde in de loop van 1848 terug naar Mississippi. In mei 1849 werd zijn broer Robert Hindman gedood tijdens een ruzie door William Clark Falkner. Falkner gaf Robert de schuld omdat hij geen lid mocht worden van de Sons of Temperance, een Matigingsbeweging die tegen het overmatig gebruik van alcohol was.
Hindman trad zelf toe tot de Sons of Temperance en werd in de vroege jaren 1850 een actief lid van de beweging. Nadat hij zijn studies had afgerond bij Orlando Davis, werd hij in 1851 toegelaten tot de balie. Net zoals zijn vader raakte Hindman geïnteresseerd in de politiek. In 1851 was er een groot debat over de uitbreiding van de slavernij naar de nieuw veroverde gebieden na de oorlog met Mexico. Hindman nam deel aan de Democratische conventie om een nieuwe gouverneur te kiezen. Intieel steunde hij John A. Quitman maar toen die zich terugtrok uit de race werd hij een aanhanger van Jefferson Davis.
Davis verloor nipt de verkiezingen in 1851, maar werd wel verkozen in 1853. In hetzelfde jaar werd Hindman verkozen in het staatsparlement van Mississippi voor Tippah County. Hij werkte in de commissie juridische zaken. Hij lag mee aan de basis van een hervorming van de belastingen, het onderwijs en de rechtbanken.

## Verhuis naar Arkansas
In maart 1854 eindigde zijn politiek mandaat in Mississippi. Er was volgens hem te veel concurrentie en te weinig mogelijkheden. Daarom besliste hij om te verhuizen naar Arkansas. Deze staat was in volle ontwikkeling en bood voor Hindman nieuwe opportuniteiten om zijn politieke loopbaan te bevorderen. Hij verhuisde in juni en vestigde zich in HelenaSjabloon:Sfnp waar hij onmiddellijk in de politiek ging. Hij bouwde een advocatenkantoor uit met zijn nieuwe partner John Palmer. Op de lokale barbecue ter ere van de onafhankelijkheidsdag op 4 juli kwam het bijna tot een duel met de lokale plantage-eigenaar James L. Alcorn. Het was enkel na bemiddeling door Patrick Cleburne en Gideon Pillow dat bloedvergieten voorkomen werd. In 1854 en 1855 hield Hindman zich voornamelijk bezig met de politieke debatten rond spoorwegen.
Begin 1856 besliste Hindman om zich verkiesbaar te stellen voor het 1ste congresdistrict in Arkansas voor het Huis van afgevaardigden in Washington D.C. Tussen januari en maart hield hij overal in Kansas toespraken waarbij hij zijn standpunten tegen abolitionisme in de verf zette. Zijn tegenstander voor de Democratische nominatie was de populaire Alfred B. Greenwood. Op maandag 5 mei 1856 hield de partij zijn conventie om de kandidaat aan te duiden. Na 276 stemrondes was er op zaterdag nog altijd geen duidelijke winnaar. Hindman trok zijn kandidatuur om de eenheid binnen de partij te waarborgen. Hij steunde Greenwood tijdens zijn campagne wat niet vergeten zou worden voor de volgende verkiezingen in 1858. Het was ook tijdens het jaar 1856 dat hij Mary Watkins Biscoe het hof maakte. Hoewel haar vader tegen de relatie was, trouwden ze op 11 november. Zijn schoonvader was een rijke grootgrondbezitter waardoor de financiële en sociale status van Hindman beter werd.

## De familie Conway-Johnson
Eind 1857 probeerde Hindman opnieuw een zitje te bemachtigen in het federaal congres. Hij was vrij popular bij de Democratische kiezers in Arkansas en kon met gemak de nominatie voor het 1ste congresdistrict van  Arkansas binnenhalen. Tijdens de verkiezingscampagne raakte hij betrokken in een ongeluk met een koets waarbij hij zijn been brak. Dit zou nooit volledig genezen waardoor zijn ene been 5 cm korter was dan zijn ander been. Hij moest een speciale schoen dragen om dit verschil te compenseren. Hij mankte voor de rest van zijn leven.
Sinds jaren domineerde de familie Conway-Johnson het politiek toneel in Arkansas. Eind de jaren 1850 begon hun invloed te tanen. In 1858 had de familie nog Hindman gesteund in zijn politieke aspiraties. Toen Hindman op een zitje in de senaat aasde, bekoelde de relatie snel. Dit zitje werd toen ingenomen door een lid van de familie, namelijk William K. Sebastian. De familie steunde Sebastian in zijn herverkiezingscampagne  waarop Hindman besloot op een eigen factie op te richten binnen de Democratische partij die hij de Old Line Democrats noemde. Om zijn standpunten uiteen te zetten en zijn invloed te vergroten, richtte hij de krant Old Line Democrat op in Little Rock. Na veel intriges, moddergooien en politiek gekrakeel kon Hindman de bovenhand halen en was de macht van de familie definitief gebroken.

## Amerikaanse Burgeroorlog

### Secessie

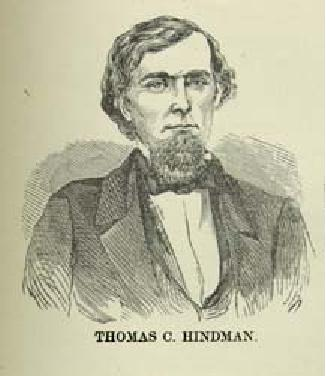
Een portret van Hindman begin de jaren 1860

Doorheen zijn politieke loopbaan was Hindman een sterk voorstander van de slavernij als instituut en het recht om slaven overal mee naar toe te nemen. Hij geloofde ook dat de Unie tussen de verschillende staten enkel kon behouden blijven indien slavernij behouden bleef. Hij wou de internationale slavenhandel opnieuw wettelijk maken in de Verenigde Staten. Toen in 1859 de verkiezing plaats vond voor het voorzitterschap van het Huis van Afgevaardigden sloot Hindman zich aan bij Zuidelijke Democraten om een front te vormen tegen de Republikeinse kandidaat John Sherman. Sherman had een voorwoord geschreven voor een anti-slavernij boek van Hinton Rowan Helper. In januari 1860 schreef Hindman een speech met de titel "That Black Republican Bible – The Helper Book" als politiek pamflet tegen Sherman. Zijn speech werd goed onthaald in de Zuidelijke staten en uiteindelijke werd de Republikein William Pennington verkozen in de plaats van Sherman. Pennington had minder uitgesproken overtuigingen betreffende slavernij.
Zijn andere wapenfeiten in het congres was zijn steun voor een kanaal om de Red River toegankelijker te maken, een voorstel om de aanschaf van publieke gronden goedkoper te maken en voor de aanleg van een spoorweg tussen Memphis en Albuquerque. Ook stelde hij voor om het om het arsenaal in Little Rock om te bouwen tot een educatief centrum. Voor de presidentsverkiezingen van 1860 steunde hij John C. Breckinridge die uiteindelijk verslagen werd door de republikein Abraham Lincoln. Hindman zag deze overwinning van Lincoln als een waarschuwing dat het instituut van de slavernij niet langer veilig was en steunde daarom voluit de secessie. Zelfs als dit tot een burgeroorlog zou leiden.
Op 20 december 1860 verliet South Carolina de unie van de Verenigde Staten. De volgende dag stuurden Hindman en Robert Ward Johnson een telegram naar de Arkansas General Assembly om een conventie bijeen te roepen die zou stemmen over het vertrek uit de Verenigde Staten. Eind januari 1861 hadden Mississippi, Alabama, Florida, Georgia en Louisiana zich ook terug getrokken uit de unie. Arkansas nam begin februari de controle over het arsenaal in Little Rock over en op 18 februari werd ingestemd met het houden van een conventie. Toen de vertegenwoordigers begin maart bijeenkwamen was er geen groot enthousiasme om uit de unie te treden. Op 18 maart verkoos een meerderheid om in de unie te blijven, maar de conventie zou in augustus opnieuw bijeenkomen.
Midden april veranderde alles. Op 12 april 1861 hadden Zuidelijke eenheden het vuur geopend op Fort Sumter. De Amerikaanse Burgeroorlog was een feit. President Abraham Lincoln riep 75.000 vrijwilligers onder de wapens. Arkansas weigerde in te gaan op deze oproep en riep de secessieconventie opnieuw samen. Hindman voerde actief campagne voor de afscheiding door overal toespraken te houden. Op 6 mei besliste de conventie om de unie te verlaten. Hindman stuurde onmiddellijk een telegram met de resultaten naar de pas verkozen Zuidelijke president Jefferson Davis. Hindman nam ontslag uit het federaal parlement.

### Het Confederate States Army
Hindman wou een zitje krijgen in het Congres van de Geconfedereerde Staten van Amerika, maar werd geweigerd. Hij nam contact op het de minister van oorlog LeRoy Pope Walker om de toestemming te krijgen om een regiment te mogen rekruteren. Hij kreeg geen voorraden, wapens of andere rustingstukken van zijn thuisstaat en moest alles uit eigen zak bekostigen. Hoewel zijn rekruten orders hadden ontvangen om naar de Zuidelijke hoofdstad Richmond te gaan, kregen ze op 11 juni het bevel om in Arkansas te blijven omdat er Noordelijke eenheden Arkansas bedreigden vanuit Missouri. Hindmans eenheid werd de 2nd Arkansas Infantry Regiment. Hij nam op 12 juni dienst in het Confederate States Army als kolonel. Zijn regiment werd ingedeeld bij brigadegeneraal William J. Hardee.
In september werd generaal Albert Sidney Johnston aangesteld als bevelhebber van alle Zuidelijke eenheden ten westen van het Alleghenygebergte, uitgezonderd de kust van de Golf van Mexico. Hardees strijdmacht, waaronder het regiment van Hindman, werd in de loop van september overgebracht naar Kentucky. Hindman zelf zou later volgen na zijn rekruteringsopdracht. Op 28 september werd hij bevorderd tot brigadegeneraal. en kreeg het bevel over een van de twee brigades in Hardees divisie. Zijn oude vriend John Cleburne leidde de andere brigade. Zijn brigade vocht in enkele schermutselingen en kleine veldslagen waaronder de Slag bij Rowlett's Station op 17 december.

### Shiloh

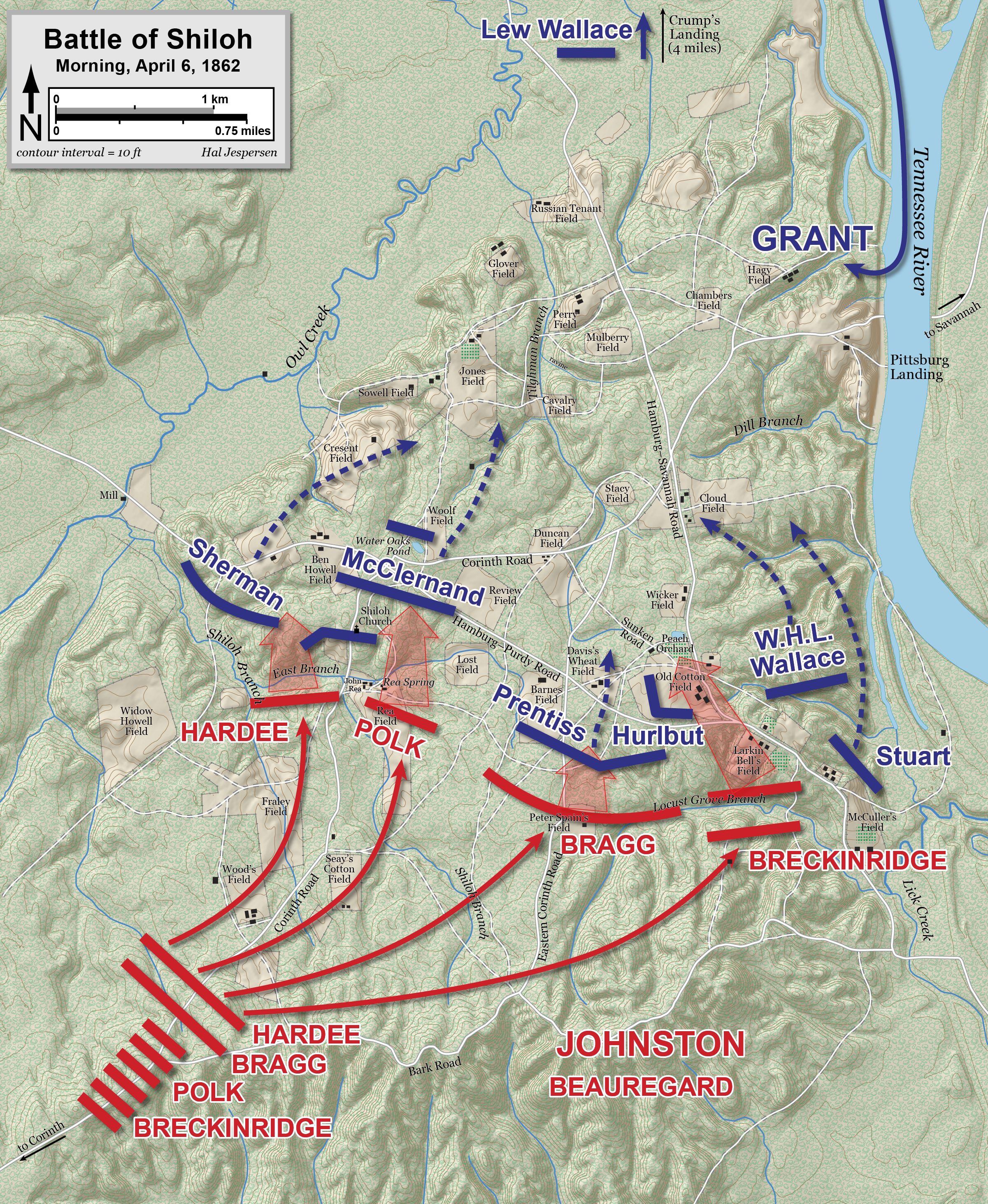
De Zuidelijke verrassingsaanval op 6 april 1862 tijdens de Slag bij Shiloh

Na de Noordelijke overwinning bij Fort Henry op 8 februari 1862 en de aanval op Fort Donelson liet Johnston Kentucky evacueren. Hindmans brigade werd via Murfreesboro, Tennessee naar Corinth in Mississippi gestuurd. Daar verzamelde Johnston een strijdmacht van 40.000 soldaten. Hij tekende samen met generaal P.G.T. Beauregard een plan uit om het Noordelijke leger onder leiding van generaal-majoor Ulysses S. Grant bij Pittsburg Landing aan te vallen. Hindman had het bevel over een brigade in het korps van Hardee. De verrassingsaanval zou plaats vinden op 6 april 1862 en zou gekend worden als de Slag bij Shiloh.
Kort voor de aanval reorganiseerde Hardee zijn korps in twee ad hoc divisies waarbij Hindman een divisie onder zijn bevel kreeg. Deze bestond uit zijn eigen brigade die nu onder leiding stond van kolonel Robert G. Shaver en de brigade van brigadegeneraal S.A.M. Wood. De eerste schoten werden gelost door Hindmans soldaten die op de Noordelijke brigade van kolonel Everett Peabody botsten. Wood kon de Noordelijken terugdrijven, maar verloor ondertussen veel soldaten. Hindman leidde een tweede aanval die de linie van Peabody brak. Tijdens de gevechten met de Noordelijke brigade van kolonel James C. Veatch werd Hindmans paard doodgeschoten. Hindman werd meegetrokken in de val en brak zijn been. Door de verwondingen van Hindman en Hardee die bij de andere divisie was, waren Wood en Shavers gedecimeerde brigades zonder leider gevallen en zouden geen rol meer spelen in het verdere verloop van de veldslag. Ondertussen was ook generaal Johnston dodelijk getroffen en zijn vervanger Beauregard slaagde er niet in om de Noordelijke linies volledig te breken. Tijdens de nacht arriveerden er Noordelijke versterkingen onder leiding van generaal-majoor Don Carlos Buell. De volgende dag voerden ze een tegenaanval uit en verjoegen de Zuidelijken van het slagveld. Hindman werd geprezen door zijn oversten voor zijn prestaties tijdens de slag.

### Bevel over de Trans-Mississippi regio
Na Shiloh werd Hindman op ziekteverlof gestuurd naar Helena. Hij werd bevorderd tot generaal-majoor en meldde zich op 10 mei opnieuw aan bij het leger in Corinth. Op 26 mei kreeg Hindman orders van Beauregard om het bevel op zich te nemen van Arkansas en het  Indianenterritorium. Al snel werd dit uitgebreid met Missouri en Louisiana ten noorden van de Red River of the South. Na enkele logistieke haltes in Memphis, Helena en Napoleon in Arkansas, arriveerde hij op 30 mei in Little Rock. Hij had weinig soldaten tot zijn beschikking en nog minder voorraden omdat generaal-majoor Earl Van Dorn kort daarvoor alles naar het Trans-Mississippi Department ten oosten van de Mississippi had overgebracht.
Hindman moest vrijwel van nul beginnen, maar nam de koe bij de horens. Hij voerde de dienstplicht en de krijgswet in, moedigde guerrilla-oorlogsvoering aan en hield Zuidelijke eenheden tegen die op weg waren naar het Trans-Mississippi departement. Hij liet alle blanke soldaten uit het indianenterritorium naar Arkansas komen en liet fabrieken en ateliers bouwen om wapens en rustingsstukken te produceren. Hij slaagde er ook in om een divisie terug te krijgen die Van Dorn had meegenomen. Ook reorganiseerde hij de cavalerie.
Hindman liet defensieve stellingen innemen langs de White River. De Noordelijken behaalden wel twee overwinningen bij St. Charles en bij Hill's Plantation en slaagden erin om Helena te veroveren. Na de inname van de stad lieten de Noordelijken de slaven van Hindman vrij en gebruikten ze zijn huis als hoofdkwartier. Hindman kon in eerste instantie geen nieuwe rekruten halen uit Missouri omdat deze staat in Noordelijke handen was. Daarom stuurde hij veteranen van de Missouri State Guard naar Missouri om in het geheim nieuwe soldaten te rekruteren. Ze kwamen terug met duizenden vrijwilligers. Toen Hindman net was aangekomen in Arkansas was de staat vrijwel onverdedigbaar en rukten Noordelijke troepen op naar Little Rock. 70 dagen later was de Noordelijke opmars gestopt en bevonden er zich 20.000 Zuidelijke soldaten in de regio.
De methodes die Hindman gebruikte waren onorthodox te noemen en soms zelfs illegaal. Hij liet katoen verbranden zodat ze niet in vijandelijke handen zouden vallen. Hij vorderde slaven op  om militaire stellingen te bouwen en de verplichte dienstplicht was niet populair. De politieke elite van Arkansas begon te morren. Hij werd door velen gezien als een tiran. Hindman had ook een meningsverschil brigadegeneraal Albert Pike die het niet eens was met Hindman over het opvorderen van de blanke soldaten in het Indianenterritorium. De politieke leiders van Arkansas diende klacht in tegen Hindman bij de Zuidelijke regering. Op 16 juli werd hij vervangen door generaal-majoor Theophilus Holmes.

### De nederlaag bij Prairie Grove

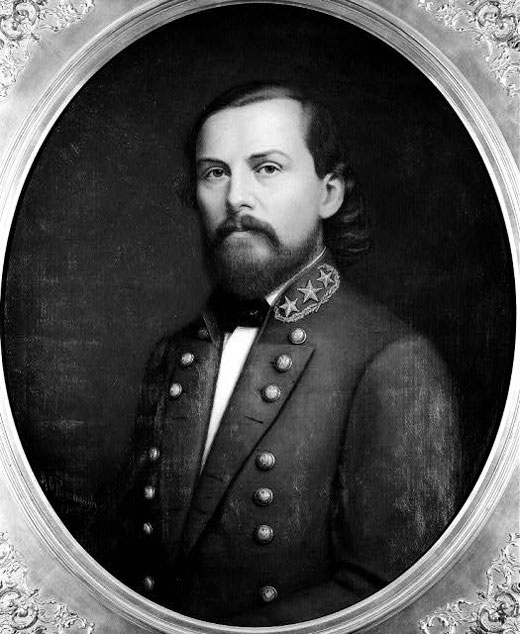
Portret van Hindman door Aurelius O. Revenaugh, 1906

Holmes, die naar het westen was gestuurd na zijn slechte prestatie tijdens de Zevendagenslag, behield enkele van de onpopulaire maatregelen die Hindman had ingevoerd. Zo werd bijvoorbeeld de krijgswet behouden. Holmes verdeelde zijn departement in drie districten. Hindman kreeg het district van Arkansas die naast Arkansas ook Missouri en het Indianenterritorium omvatte. Zowel Holmes als Hindman hadden de wens geuit om Missouri te mogen binnenvallen. Hindman kreeg het bevel om op 21 augustus naar Fort Smith te gaan om invasie voor te bereiden. Toen Hindman drie dagen later in het fort aankwam, kon hij alleen maar vaststellen dat de lokale eenheden volledig onvoorbereid waren op zo’n grootschalige actie. Als ze nog in 1862 een offensief wilden uitvoeren bleef er niet veel tijd meer over voor het weer te slecht zou worden. Begin september vertrok Hindman met 6.000 soldaten naar het zuidwesten van Missouri. Hij installeerde zijn hoofdkwartier in Pineville, Missouri. Op 10 september riep Holmes hem terug naar Little  Rock omdat brigadegeneraal  Allison Nelson door een ziekte liet lang meer te leven had. Holmes had Hindman nodig om alle administratieve taken op zich te nemen.
Terwijl Hindman naar Little Rock was, nam brigadegeneraal James S. Rains het commando over. Na hun overwinning bij Newtonia trokken de Zuidelijken zich terug naar Arkansas omdat de Noordelijke strijdmacht te groot werd. Het Zuidelijke leger had zich in twee colonnes opgesplitst waarbij één colonne werd verslagen bij Old Fort Wayne.Toen Hindman midden oktober terugkwam naar Fort Smith, ontsloeg hij Rains wegens dronkenschap. Hindman kreeg inlichtingen over een Noordelijke strijdmacht van 8.000 tot 10.000 soldaten onder leiding van generaal-majoor John Schofield die oprukte naar Arkansas. Hindman trok zijn eenheden terug over de Boston Mountains. Na deze tactische terugtocht werden de Zuidelijken niet langer als een dreiging gezien voor Missouri. Schofield nam twee van zijn drie divisies terug mee naar Springfield en liet de derde divisie onder leiding van brigadegeneraal James G. Blunt achter in het noordwesten van Arkansas.
Na de Zuidelijke nederlaag bij Corinth kreeg Holmes de opdracht om 10.000 soldaten naar Van Dorn te sturen. Hindman verzette zich hiertegen en stelde een offensieve actie voor. Holmes stemde in met tegenzin. Hindmans plan bestond erin om de cavalerie onder leiding van brigadegeneraal John S. Marmaduke naar Cane Hill te sturen als afleidingsmanoeuvre tegen Blunt. Ondertussen zou Hindman met de rest van de eenheden oprukken naar de achterhoede van Blunt om hem af te snijden van hun aanvoerlijnen en de Noordelijke strijdmacht te vernietigen voor ze versterkingen uit Springfield kregen. Marmaduke werd echter ontdekt en Blunt viel de Zuidelijke cavalerie aan op 28 november bij Cane Hill. Marmaduke moest zich terugtrekken. Ondanks een tekort aan munitie en eten rukte Hindman op 3 december op met 11.000 soldaten en 22 kanonnen naar Cane Hill om Marmaduke te helpen. Blunts verkenners schatten de intensies van de Zuidelijken correct in en Blunt bereidde zich voor op een gevecht met Hindman.
In de late avond van 6 december kreeg Hindman informatie te horen dat de Noordelijke versterkingen onder leiding van brigadegeneraal Francis J. Herron al vertrokken waren en de volgende dag zouden arriveren bij Cane Hill. Hindmans originele plan was niet langer haalbaar en daarop besliste hij om eerste Herron aan te vallen op 7 december bij Prairie Grove om daarna op te rukken naar Blunt bij Cane Hill. Het plan hield risico’s in want Hindman gokte dat Blunt ter plaatse zou blijven en Herron niet te hulp zou schieten bij Prairie Grove. In plaats van Herron aan te vallen, nam Hindman defensieve stellingen in bij Prairie Grove en liet Herron hem aanvallen. Om 13u45 verscheen Blunt ten tonele. Herron en Blunt slaagden er niet in om de Zuidelijke stellingen te doorbreken. Toch besliste Hindman om zich na de slag terug te trekken naar Van Buren in Arkansas. De Noordelijken zetten de achtervolging in en versloegen Hindman bij Van Buren op 28 december. De Zuidelijken trokken zich volledig terug naar Little Rock.{

### Chickamauga

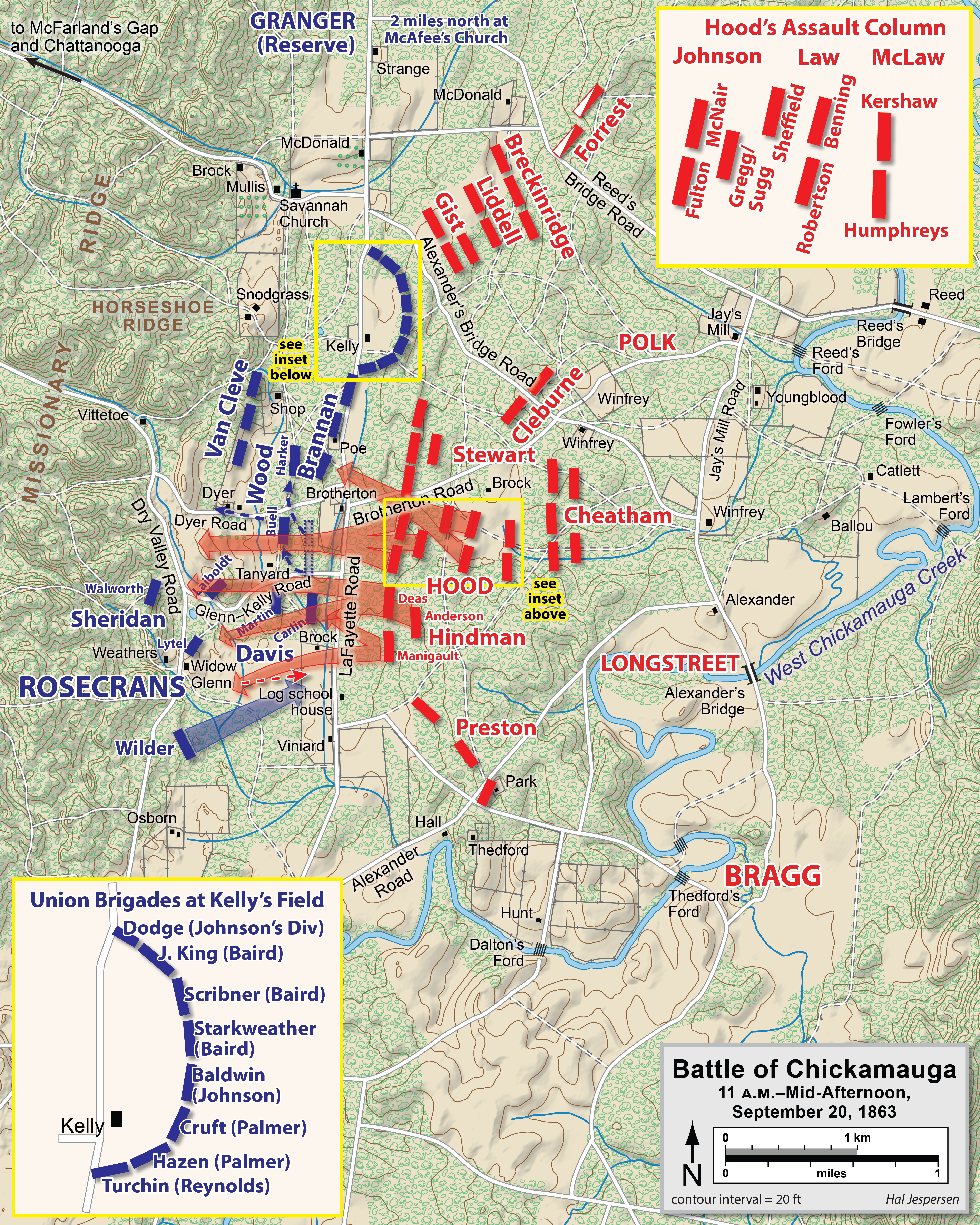
De Zuidelijke doorbraak tijdens de Slag bij Chickamauga op 20 september 1863

De onpopulaire Hindman werd nu volledig verguisd na zijn nederlaag bij Prairie Grove en Van Buren. De congresleden van Arkansas dienden een verzoek in om hem uit de staat te laten verwijderen. Op 30 januari 1863 willigde president Davis dit verzoek in. Nadat hij zitting had genomen in een onderzoekscommissie naar aanleiding van de Zuidelijke nederlaag bij New Orleans verliet hij Arkansas op 13 maart. Hij probeerde nog om een nieuwe aanstelling te krijgen bij een divisie in Arkansas maar werd naar het Army of Tennessee gestuurd waar hij een aanstelling kreeg als commandant van een divisie in luitenant-generaal Leonidas Polks korps.
Op 16 augustus 1863 rukte het Noordelijke Army of the Cumberland, onder leiding van generaal-majoor William S. Rosecrans op richting het strategisch belangrijke Chattanooga. Het 67.000 man sterke Noordelijke leger was te sterk voor generaal Braxton Bragg. Hij evacueerde de stad en trok zich terug naar noordelijk Georgia. Rosecrans zette de achtervolging in maar zijn aanvoerlijnen werden te lang. Bragg bereidde zich voor op een tegenaanval. Een noordelijke divisie werd naar McLemore Cove gestuurd waar ze kwetsbaar was voor een Zuidelijke aanval. In de nacht van 9 op 10 september kreeg Hindman het bevel van Bragg om deze divisie aan te vallen. Ook luitenant-generaal D.H. Hill kreeg de opdracht om Cleburnes divisie een aanval te laten uitvoeren vanuit de tegenovergestelde richting. Hill stelde dat dit manoeuvre onmogelijk was en liet Cleburne slechts een deel van de route oprukken. Toen Hindman dit hoorde stopte hij eveneens en stuurde hij op zijn beurt een bericht naar Bragg dat hij pas opnieuw in beweging kwam tot hij zeker wist dat Cleburne ook zou oprukken. Om 11.00u hervatte Hindman zijn opmars. Rond de middag kreeg Cleburne opnieuw het bevel om aan te vallen, maar kort daarop werd het bevel opnieuw ingetrokken. Om 16u30 vonden er schermutselingen plaats tussen Hindmans  eenheden en Noordelijke troepen. Op het moment dat Cleburne toch tot de aanval overging hadden de Noordelijken zich teruggetrokken. De Zuidelijke aanval was op een sisser uitgelopen.

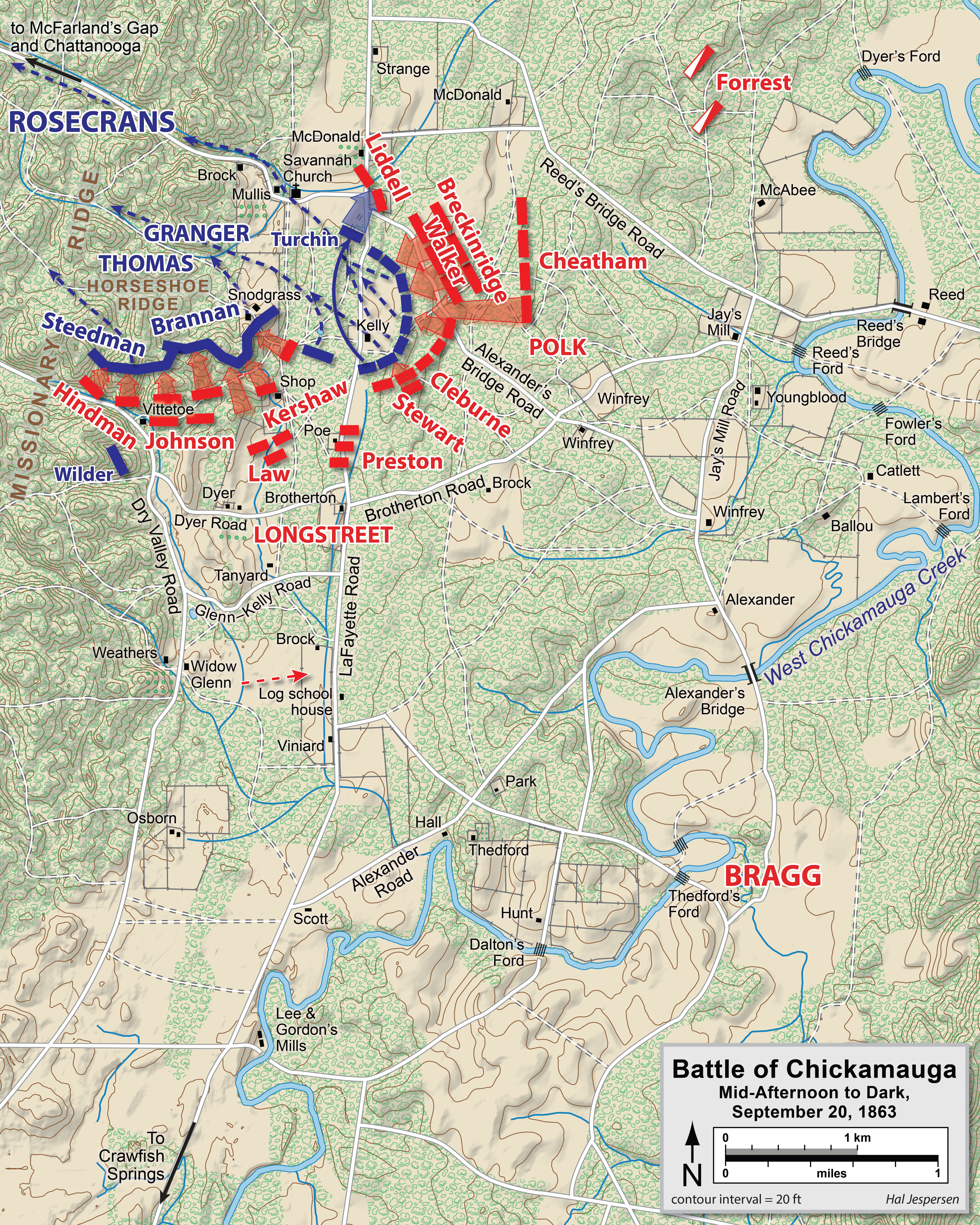
Zuidelijke aanvallen tegen Thomas op 20 september

Bragg besliste daarop om de Noordelijken op een andere locatie aan te vallen. De Slag bij Chickamauga begon op 18 september waarbij de Zuidelijke hoofdaanval een dag later zou plaatsvinden. Tijdens de veldslag maakte Hindmans divisie deel uit van de linkervleugel onder leiding van luitenant-generaal James Longstreet. Toen de slag zijn derde dag inging, maakten de Noordelijken een tactische blunder waarbij door een misverstand een volledig divisie teruggetrokken werd. Longstreet buitte deze fout onmiddellijk uit en viel het gat in de Noordelijke linie aan.Hindmans divisie vernietigde twee Noordelijke divisies in 40 minuten tijd. De volledige rechterflank van het Army of the Cumberland klapte in elkaar. Hindman raakte gewond aan zijn nek door een granaatscherf, maar bleef bij zijn manschappen. In de vroege namiddag viel de Noordelijke brigade van kolonel John T. Wilder Hindmans linkerflank aan. Wilder probeerde door de Zuidelijke linies te breken om bij de eenheden van generaal-majoor George H. Thomas te geraken. Thomas was nog de enige die stand hield tegen de Zuidelijke aanvallen. Wilder moest de aanval staken. Na dit incident kreeg Hindman het bevel om de achtervolging te staken en zich terug aan te sluiten bij de andere eenheden van Longstreets vleugel.
Hindman stuurde daarop één van zijn brigades ter ondersteuning van brigadegeneraal Bushrod R. Johnsons divisie. Een tweede brigade diende hun munitie aan te vullen en zijn derde brigade zou hij zo snel mogelijk sturen. Johnson wachtte echter niet op versterking en viel de Noordelijke stellingen van Thomas alleen aan. Al snel voegde Hindman zich bij de aanval. De gevechten duurden tot het invallen van de duisternis en Thomas trok zich terug. Bragg liet de Noordelijken ontsnappen.

### Schorsing en aanvraag tot overplaatsing
Op 26 september 1863 schorste Bragg Leonidas Polk wegens het verontachtzamen van zijn plicht. Ook Hindman werd tijdelijk geschorst wegens zijn “ongehoorzaamheid” tijdens de geplande aanval in de McLemore Cove. Hindman werd naar Atlanta gestuurd in afwachting van een onderzoek. Nadat zijn nekwond voldoende hersteld was, vroeg hij op 8 november zelf om gehoord te worden in een onderzoekscommissie. Ondertussen hadden verschillende officieren onder Bragg een brief naar president Davis gestuurd om Braggs onkunde aan te klagen. Davis liet de schorsingen van Polk en Hindman annuleren en ging persoonlijke poolshoogte nemen bij Braggs leger. Op 15 november liet Bragg uiteindelijk de aanklacht tegen Hindman vallen en gaf hem toestemming om tot 15 december afwezig te zijn. Hindman was pas vader geworden. Bragg werd op 30 november van zijn commando ontgeven. Generaal Joseph E. Johnston nam het bevel over op 27 december. Johnston reorganiseerde het leger waarbij Hindman tijdelijk een korps onder zijn hoede kreeg tot generaal-majoor John Bell Hood op 25 februari arriveerde om het commando over te nemen.
Hindman wou niet onder Hood dienen en vroeg een overplaatsing aan om dienst te kunnen doen als inspecteur-generaal in Florida of Georgia. Toen hij geen nieuws hoorde omtrent zijn overplaatsing nam hij op 28 februari ontslag. Hij hoopte zo de Zuidelijke regering tot actie over te gaan. Noch zijn ontslag of overplaatsing werd goedgekeurd en hij keerde op 3 april terug naar zijn divisie. 

### Atlanta
Begin mei 1864 opende de Noordelijke generaal-majoor William T. Sherman zijn offensief tegen Atlanta met een leger van bijna 100.000 soldaten. De Zuidelijken onder Johnston trokken zich terug naar Dalton en betrokken defensieve stellingen bij Resaca. Op 13 mei begon de Noordelijke aanval bij Resaca. De volgende dag werd Hindmans divisie aangevallen waarbij de Noordelijke aanval afgeslagen werd, maar zijn soldaten kwamen onder artillerievuur te liggen. De Zuidelijken voerden zelf een tegenaanval uit, maar ook dit mislukte toen er vijandelijke versterkingen arriveerden. Ook op 15 mei ging de slag verder. Noordelijke cavalerie viel de Zuidelijke achterhoede aan waarbij Hindmans veldhospitaal vernietigd werd en vele voorraden verloren gingen. Rond 13.00u viel de Noordelijke infanterie opnieuw Hindmans stellingen aan, maar ook deze aanval werd afgeslagen. Johnston liet zijn leger die nacht terugtrekken omdat hij vreesde dat zijn aanvoerlijnen zouden afgesneden worden.
De Zuidelijken trokken zich al vechtend terug naar nieuwe defensieve stellingen bij Marietta. Op 22 juni rukte eenheden van twee Noordelijke korpsen op en botsten op Hoods divisie bij Kolb's Farm. Hood viel zonder aarzelen aan. Samen met de divisie van generaal-majoor Carter L. Stevenson viel Hindmans divisie aan. Stevensons divisie leed zware verliezen. Ook Hindmans aanval liep op niets uit. Op 27 juni werd Shermans aanval bij Kennesaw Mountain afgeslagen, maar een Noordelijke flankeerbeweging dwong Johnston om zich opnieuw terug te trekken. Tijdens de terugtocht werd Hindman in zijn gezicht geraakt door een tak toen hij door een bos reed. Hij viel van zijn paard en na enkele dagen had hij een oogontsteking. Hij kreeg ziekteverlof en herstelde in Atlanta en daarna in Macon.

### Texas en het einde van de oorlog
Op 10 juli 1864 vroeg Hindman opnieuw een overplaatsing aan, deze keer naar de Trans-Mississippi. Maar zijn populariteit was nog altijd even slecht. In de plaats kreeg hij een verlengd ziekteverlof. Hij koos om naar San Antonio in Texas te gaan. Eind augustus vertrok hij met zijn gezin naar Texas. Eén van zijn dochters werd ziek en overleed in Mississippi. Begin november glipten ze langs Noordelijke controleposten en staken de Mississippi over. Hindman en zijn gezin arriveerden in San Antonio in januari 1865. Ondertussen viel de Geconfedereerde Staten van Amerika uit elkaar. In april gaven de legers van Robert E. Lee en Johnston zich over. Kirby Smith zou het uithouden tot 2 juni toen ook zijn leger capituleerde. Hindman werd door de Noordelijke autoriteiten in Arkansas van hoogverraad beschuldigd. Samen met zijn gezin en andere Zuidelijken vertrok Hindman in juni, stak de Rio Grande over en vestigde hij zich in Monterrey in Mexico.

## Na de oorlog
Hindman leerde Spaans en probeerde een advocatenkantoor uit te bouwen in zijn nieuwe thuis, toch had hij het moeilijk om de eindjes aan elkaar te knopen. Keizer Maximiliaan I van Mexico vreesde voor een broeihaard aan de grens met de Verenigde Staten en gaf het bevel aan de Zuidelijke ballingen om te verhuizen. Hindman en zijn gezin trokken naar Saltillo en daarna naar Montelise om in september in Mexico-Stad aan te komen. Hindman raakte bevriend met de keizer en zijn vrouw, Carlota van Mexico. In december werd zijn vijfde kind geboren in Mexico-Stad en schreef hij twee boeken over militarie theorie. Daarna verhuisde het gezin naar New Virginia Colony waar veel Zuidelijke bannelingen zich vestigden.
Na de val van de keizer werd Hindman en zijn gezin gedwongen om terug te keren naar de Verenigde Staten. In april 1867 kwamen ze aan in Helena. Hindman diende een verzoek tot amnestie in bij president Andrew Johnson, maar dit werd geweigerd. Samen met John C. Palmer en M. T. Sanders begon hij opnieuw een advocatenkantoor in Helena.
Al snel nam hij ook zijn politieke loopbaan opnieuw op. Hij sprak zich uit tegen de Radicale Republikeinen. In een poging om Hindman het zwijgen op te leggen, grepen de politieke leiders van het na-oorlogse Arkansas terug naar de aanklacht van verraad tegen Hindman. Hij werd op 20 maart 1868 gearresteerd. Hij werd niet opgesloten en had de nodige bewegingsvrijheid maar kon, in afwachting van zijn process, geen beroep doen op de algemene amnestiemaatregelen die president Johnson had afgekondigd.

## Moordaanslag

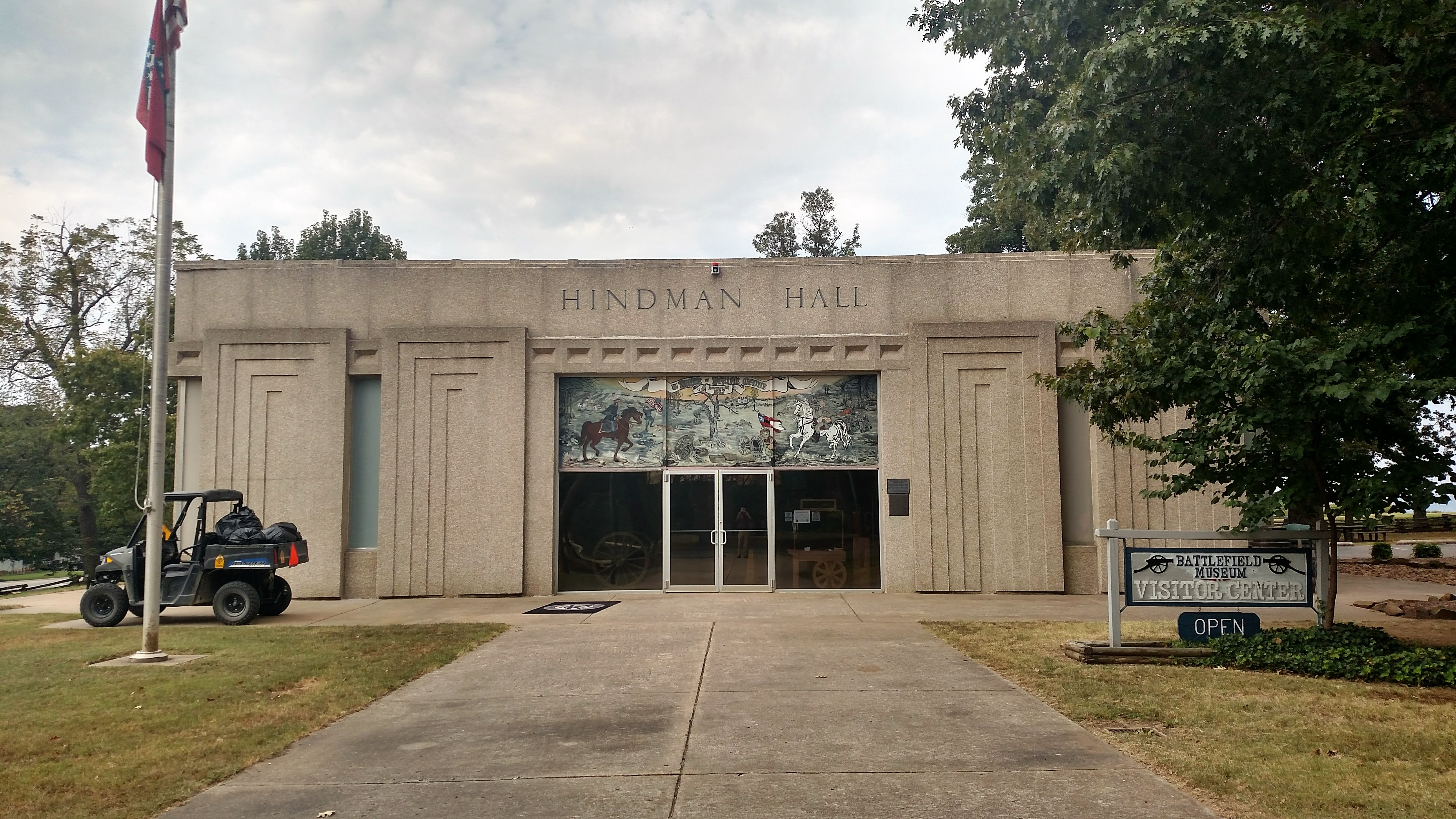
Hindman Hall museum en bezoekerscentrum bij Prairie Grove Battlefield State Park

Terwijl Hindman in zijn woonkamer zat samen met zijn vrouw en kinderen werd hij in de avond van 27 september 1868 beschoten. De kogels vlogen door het raam en raakten hem in zijn nek, kaak en windpijp. Zijn vrouw droeg hem naar buiten terwijl er buren toegesneld kwamen. Hij had nog de kracht om het een politieke aanslag te noemen en vroeg aan een familielid op te zorgen voor zijn gezin. Hij overleed de volgende ochtend. De aanslag kwam hard aan in Arkansas. Velen beschuldigden de Republikeinen, maar de moordenaar werd nooit gevat. Hindman werd begraven in het Maple Hill Cemetery in Helena.

## Aanbevolen lectuur
- Johnson, R. W., Hindman, T. C. (1861). To the People of Arkansas. W. H. Moore, Washington.
- Winders, Richard Bruce (2016). Panting for Glory: The Mississippi Rifles in the Mexican War. Texas A&M University Press, College Station, Texas. Sjabloon:Project MUSE. ISBN 9781623494179.